# Dracula
Dracula là cuốn tiểu thuyết của Bram Stoker, xuất bản năm 1897. Câu chuyện được xây dựng dựa trên nhật ký, thư từ, và những mẩu tin tức trên báo liên quan. Tác phẩm mở đầu với cảnh luật sư Jonathan Harker đi công tác và ở tại một lâu đài của một quý tộc Transilvania, Bá tước Dracula. Harker trốn thoát khỏi tòa lâu đài sau khi phát hiện Dracula là ma cà rồng, và Bá tước chuyển tới Anh và tàn phá thị trấn ven biển Whitby. Một nhóm nhỏ, dẫn đầu bởi Abraham Van Helsing, săn lùng Dracula và cuối cùng giết hắn.
Dracula chủ yếu được viết vào thập niên 1890. Stoker đã viết hơn một trăm trang ghi chú cho tiểu thuyết, lấy cảm hứng nhiều từ văn hóa dân gian và lịch sử Transilvania. Một vài học giả cho rằng Dracula được lấy cảm hứng từ các nhân vật lịch sử như là vương công Wallachia Vlad III hoặc nữ bá tước Báthory Erzsébet, nhưng không nhiều người tán thành với ý kiến này. Những chú ý của Stoker không nhắc tới hai nhân vật này. Ông tìm thấy cái tên Dracula ở thư viện công cộng Whitby khi đi nghỉ lễ ở đây, và chọn cái tên này do ông nghĩ trong tiếng România nó có nghĩa là quỷ sứ.
Sau khi được xuất bản, Dracula được đánh giá tích cực bởi các nhà phê bình mà chỉ ra được việc sử hiệu quả của yếu tố kinh dị. Trái lại, những nhà phê bình đánh giá tiêu cực lại cho rằng cuốn tiểu thuyết này quá đáng sợ.
Dracula là một trong những tác phẩm nổi tiếng nhất của nền văn học Anh. Rất nhiều nhân vật trở thành biểu tượng trong văn hóa đại chúng; ví dụ, Bá tước Dracula là ma cà rồng điển hình, và Abraham Van Helsing là thợ săn ma cà rồng. Và cuốn tiểu thuyết đã được chuyển thể thành phim hơn 30 lần.

## Tóm tắt cốt truyện
Nội dung của truyện chủ yếu được xây dựng dựa trên những trang nhật ký và thư từ của những người tường thuật, các nhân vật chính. Stoker đôi khi còn bổ sung một vài mẩu tin tức trên báo về những sự kiện liên quan mà những nhân vật trong truyện không trực tiếp chứng kiến. Câu chuyện bắt đầu khi Jonathan Harker, một cố vấn pháp luật người Anh, đi tàu và xe ngựa từ Anh đến toà lâu đài cũ nát và hẻo lánh của Bá tước Dracula (nằm trên núi Carpathian, tại biên giới giữa Transilvania và Moldavia). Mục đích chuyến đi của anh ta là để tư vấn về pháp luật cho Dracula trong giao dịch bất động sản với giám đốc của anh, ông Peter Hawkin, ở Exeter, Anh. Ban đầu Harker bị Dracula dụ dỗ bằng cách cư xử lịch thiệp, sau đó, anh sớm phát hiện ra rằng chính mình đang bị cầm tù trong lâu đài. Anh ta cũng bắt đầu thấy những khía cạnh bất ổn trong cuộc sống của Dracula về đêm. Một đêm, trong khi đang tìm lối thoát ra khỏi lâu đài, Harker rơi vào tay của 3 nữ ma cà rồng - những người sống cùng Dracula, và bị quyến rũ. Cuối cùng, anh ta được Bá tước cứu, tuy nhiên, việc này chỉ nhằm giữ cho Harker sống để giúp đỡ ông ta trong vấn đề luật pháp, giúp ông ta tìm hiểu về nước Anh và London. Harker đã rất khó khăn để sống sót thoát khỏi lâu đài.
Không lâu sau đó, một con tàu của Nga, đã thả neo ở Varna, lượn quanh bờ biển Whitby, Anh, trong một cơn bão lớn. Tất cả thủy thủ trên tàu đều mất tích và có thể đều đã chết, chỉ tìm thấy một thi thể bị trói vào cột buồm - thi thể của thuyền trưởng. Nhật ký của thuyền trưởng kể lại những sự kiện kì dị đã xảy ra trong hành trình của con tàu. Những sự kiện này chính là nguyên nhân mất tích của toàn bộ thủy thủ